# Лев I (карликовая галактика)
Лев I (Leo I) — карликовая эллиптическая галактика в созвездии Лев. Она находится примерно в 820 000 световых лет от Земли, является членом Местной группы галактик и считается одной из самых дальних галактик-спутников Млечного Пути. Объект был обнаружен в 1950 году Альбертом Джорджем Уилсоном на фотографии из Паломарского атласа, которая была снята на 48-дюймовом телескопе Шмидта в Паломарской обсерватории. Лев I близок на небесной сфере к яркой звезде — Регулу (Альфе Льва), что затрудняет наблюдения галактики.

## Масса
Измерения лучевых скоростей нескольких ярких красных гигантов в галактике позволили измерить её массу, которая составляет не менее (2,0 ± 1,0)×107 M⊙. Результаты неокончательны и не позволяют доказать или отвергнуть существование большого гало невидимой материи вокруг галактики. Однако можно считать установленным, что галактика не вращается.
Было высказано предположение, что Лев I является приливным образованием во внешнем гало Млечного Пути. Эта гипотеза также пока не доказана.

## Звездообразование
Металличность Льва I очень низка и составляет лишь 1 % от металличности Солнца. Галларт и др. (1999) вывели из наблюдений на телескопе «Хаббл», что Лев I испытал значительное ускорение звездообразования от 6 до 2 млрд лет назад, когда возникли от 70 % до 80 % звёзд этой галактики. Нет значимых указаний на звёзды старше 10 млрд лет. Около 1 млрд лет назад звездообразование в Льве I, по-видимому, внезапно замедлилось до почти пренебрежимо малых скоростей. Некоторая слабая звездообразовательная активность, вероятно, продолжалась до 200—500 млн лет назад. Таким образом, Лев I может быть самым молодым карликовым сфероидальным спутником Млечного Пути. Кроме того, галактика может быть окружена облаком ионизированного газа с массой, примерно соответствующей массе всей галактики. Шаровые звёздные скопления в Льве не найдены.

## Сверхмассивная чёрная дыра
Исследования кинематики звёзд в центре Льва I в 2021 году показали, что дисперсия скоростей в круге угловым радиусом 75′′ составляет 11,8 ± 0,7 км/с. Измерения были выполнены на спектрографе VIRUS-W, установленном на 2,7-метровом телескопе обсерватории Мак-Доналд. Эти измерения указывают на наличие в центре Льва I сверхмассивной чёрной дыры с неожиданно большой массой ~3 млн M⊙, сравнимой с массой сверхмассивной чёрной дыры в центре Млечного Пути (Стрелец A*), несмотря на то, что отношение масс самих этих галактик составляет более чем 1 к 10 000. У учёных нет никаких объяснений того, как в карликовой сферической галактике появилась сверхмассивная чёрная дыра.

## Регул
Лев I расположен всего в 12 угловых минутах от Регула, самой яркой звезды в созвездии Льва. По этой причине галактику иногда называют Карликом Регула. Рассеянный свет от звезды затрудняет изучение галактики.